# Bristowiella seychellensis
Bristowiella seychellensis is een spinnensoort in de taxonomische indeling van de wolfspinnen (Lycosidae).
Het dier behoort tot het geslacht Bristowiella. De wetenschappelijke naam van de soort werd voor het eerst geldig gepubliceerd in 1973 door William Syer Bristowe.